# Es Carnatge des Coll d'en Rabassa
Es Carnatge és un espai natural costaner situat al centre de la badia de Palma, entre les barriades del Coll den Rabassa i Can Pastilla, just endret de l'aeroport de Son Sant Joan, a uns 5 km del centre de Palma. Compta amb petites cales arenoses i accessos rocosos a la mar, a més d'un passeig costaner amb accés per a ciclistes i vianants.
Davant el Carnatge, una mica cap a l'est, s'aixeca l'Illot de la Galera, de 2500 m², que també és una àrea natural d'essencial interès geològic i paleontològic. Les platges i els salts rocosos han patit una forta degradació a causa de la seva proximitat al nucli urbà. No obstant això el fons marí, de caràcter rocós i accidentat, no ha patit les mateixes agressions, conservant una gran diversitat biològica.
L'àrea natural des Carnatge es mostra com un petit reducte d'important interès geològic i paleontològic per la conservació de platges fòssils del Plistocè Superior. La declaració d'espai protegit li ve donada gairebé exclusivament pels dipòsits de fauna fòssil que han permès als paleontòlegs l'estudi i seguiment de l'evolució climàtica i geològica de l'illa de Mallorca.
El paisatge àrid i semidesèrtic de l'entorn es trenca per la presència esporàdica de figueres i tamaricàcies, acompanyats espècies endèmiques com el gatovell i l'estepa de flor blanca. Aquest enclavament costaner presenta un esglaó rocós d'escassa alçada que, juntament amb les platges fòssils d'origen quaternari, configura un conjunt litoral de gran valor.
Originàriament, l'actual ubicació de la ciutat de Palma, va servir d'assentament d'un poblat talaiòtic, que mantenia una economia basada en el mar.

## Cala Pudent
Al sector occidental del litoral del Carnatge hi trobem la cala Pudent o Platja des Carnatge, una petita platja de 50 metres de llargada per 15 d'ample de sorra gruixuda i rocs, normalment coberta per posidònia. Només s'hi pot accedir per un passeig per a vianants que enllaça cala Estància amb cala Gamba i no presenta cap tipus de servei.